# Evi Sachenbacher-Stehle

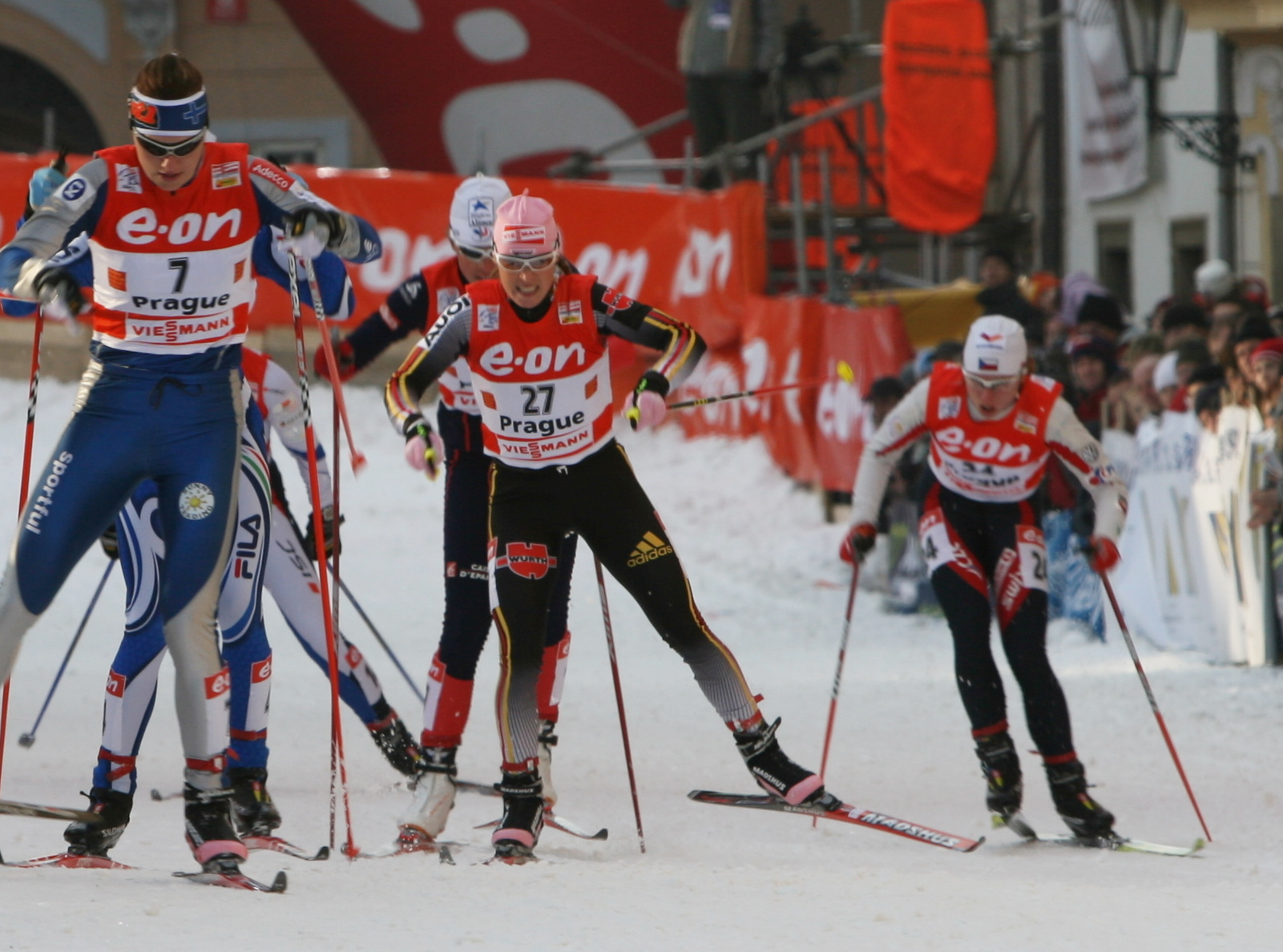
Evi Sachenbacher-Stehle, Tour de Ski, Praha 2007

Evi Sachenbacher-Stehle (Traunstein, 27 november 1980) is een Duitse langlaufster.
Evi Sachenbacher won een bronzen medaille met de estafetteploeg tijdens de wereldkampioenschappen langlaufen in 1999 in Ramsau. Tijdens de Olympische Winterspelen 2002 in Salt Lake City won ze de gouden medaille in diezelfde estafette en een zilveren in de sprint. Tijdens de WK in 2003 in Val di Fiemme was er opnieuw goud in de estafette en zilver in de achtervolging, daarna volgden twee zware en mindere jaren.
Op 2 juli 2005 trouwde Evi Sachenbacher met alpineskiër Johannes Stehle en heet sindsdien Sachenbacher-Stehle.
Bij de in de vooravond van de Olympische Winterspelen 2006 gehouden bloedtest had Sachenbacher-Stehle een te hoge hemoglobinewaarde en kreeg daarom een startverbod van vijf dagen opgelegd. Daardoor miste ze de 15 kilometer achtervolging, waarop ze een kanshebster was voor de eindzege. De Duitse afvaardiging in Turijn ging in beroep aangezien doorgaans een epo-test gedaan dient te worden na een te hoge hemoglobine- of hematocrietwaarde. Dit is echter niet gedaan.
In 2014 werd zij tijdens de Olympische Winterspelen in Sotsji opnieuw betrapt op het gebruik van doping.